# Красовицька Віра Ізраїлівна
Віра Ізраїлівна Красовицька (1913 , Сімферополь  — 1982 , Москва ) — радянська співачка. Заслужена артистка РРФСР (1963).

## Біографія
Народилася у Сімферополі 1913 року. У сім'ї були, окрім Віри, ще п'ять сестер та старший брат Еммануїл Ізраїлевич Красовицький (1910—2003), згодом — диригент у Свердловському оперному театрі.
У 1929 році переїхала до Москви і вступила до Гнесинського музичного училища. Після закінчення училища було прийнято до оркестру «Держджаз» Віктора Кнушевицького (влітку 1940 року керівником джаз-оркестру став Олександр Варламов). Музичним керівником був Матвій Блантер. На своєму дебютному концерті 28 листопада 1938 року Красовицька стала першою виконавицею його пісні «Катюша».
Глядачі незабаром оцінили винятковий за красою та виразністю голос Красовицької, який однаково добре звучав у широкому діапазоні. Багато відомих композиторів створювали пісні персонально для неї. Серед них — «Заздравная» Ісака Дунаєвського, «Всё стало вокруг голубым и зелёным» Юрія Мілютіна. Красовицька озвучувала вокальні партії замість кіноактрис, виконувала російськомовні версії популярних зарубіжних пісень (наприклад, «Сон» з мультфільму «Білосніжка та сім гномів»). Як зазначав Володимир Бунчиков: «Красовицька мала прекрасний по тембру голос, була дуже музична, працювати з нею було завжди легко і цікаво».
З самого початку німецько-радянської війни Віра Красовицька знаходилася на фронті у складі фронтової бригади джаз-оркестру Всесоюзного радіокомітету (ВРК), виступала також із джаз-оркестром Балтфлоту, часто разом із іншим кримчанином, Володимиром Бунчиковим. Вона співала арії з оперет за головну героїню в фільмі «Актриса» (1942). В 1943 році повернулася до Москви, неодноразово виступала на святкових концертах у Колонному залі Кремля з оркестром ВРК під керівництвом диригента Леоніда П'ятигорського.
Після війни співачка виконувала, головним чином, ліричні пісні та арії з оперет, особливо популярною в її виконанні стала пісня «На крылечке твоём» Бориса Мокроусова (1953). Знімалася у комедії Григорія Александрова «Весна» в концертних номерах (вказана в титрах). Співала на радіо вокальні партії у постановках класичних оперет. Записала цикл пісень «Весна идёт» (Борис Терентьєв — Олексій Фатьянов).
Померла 1982 року в Москві. Похована на Кунцевському цвинтарі поруч із сином, Марком Михайловичем Красовицьким (1935—2008), випускником відділення духових та ударних інструментів Академічного музичного училища при Московській державній консерваторії імені П. І. Чайковського.

## Участь у кінофільмах
- 1941: «Серця чотирьох», пісня «Всё стало вокруг голубым и зелёным», Юрій Мілютін — Євген Долматівський.
- 1942: «Хлопець із нашого міста». Немає в титрах.
  - Пісня «Сверху звёзды, свеча догорает» за Лідію Смирнову. Музика Миколи Крюкова, слова Наталії Кончаловської.
  - Пісня «Жди меня». Музика М. Крюкова, слова Костянтинова Симонова.
- 1942: «Антоша Рибкін», співає за Марину Ладиніну, пісня «Тихий вечер» (Оскар Сандлер — Борис Туровський).
- 1942: «Актриса», за кадром співає за Галину Сергєєву.
  - Пісня «Девушка, помни меня» (О. Сандлер — Б. Туровський).
  - Куплети Периколи. Музика Жака Оффенбаха.
- 1946: «Перша рукавичка», з Володимиром Нечаєвим та Ганною Клєщовою. «В лодке» (С той поры, как мы увиделись с тобой). Василь Соловйов-Сєдой — Василь Лебедєв-Кумач.
- 1947: «Весна», концертні номери (Заздравная, Лунное томление). Ісак Дунаєвський — Василь Лебедєв-Кумач вокал за кадром. Є у титрах.
- 1954: «Випробування вірності», за Ніну Гребешкову, пісня «Когда в город приходит весна». Ісак Дунаєвський — Михайло Матусовський. Немає в титрах.

## Записи оперет на радіо
Віра Красовицька виконувала вокальні партії у радіомонтажах кількох оперет (ці записи були також випущені на грамплатівках).
- 1946: Пал Абрахам, «Бал у „Савойї“»  — Мадлен .
- 1952: Ісаак Дунаєвський, «Вільний вітер» — Стелла .
- 1955: Імре Кальман, «Фіалка Монмартра» — Нінон .